# Yūkoku no Moriarty
Yūkoku no Moriarty (憂国のモリアーティ Yūkoku no Moriāti?), también conocida por su título en inglés Moriarty the Patriot o como Moriarty el patriota en español, es una serie de manga escrita por Ryōsuke Takeuchi e ilustrada por Hikaru Miyoshi, basada en la serie Sherlock Holmes de Arthur Conan Doyle. Ha sido serializada en la revista Jump Square de Shūeisha desde agosto de 2016 y recopilada en diez volúmenes tankōbon. Se realizaron adaptaciones musicales en dos etapas en Japón entre 2019 y 2020 y una adaptación al anime fue anunciada en diciembre de 2019.
La adaptación a serie de anime se estrenó el 11 de octubre de 2020 y finalizó el 20 de diciembre de 2020. La segunda temporada se estrenó el 4 de abril de 2021 y finalizó el 27 de junio de 2021.

## Argumento
La trama se centra en la historia de James Moriarty, uno de los famosos antagonistas de la saga de Sherlock Holmes de Sir Arthur Conan Doyle. 
La historia se desarrolla en el Londres victoriano, una época en la que el Imperio británico casi dominaba el mundo y la sociedad inglesa estaba demasiado jerarquizada. Moriarty no está de acuerdo con la sociedad establecida, ya que cree que los nobles no deben tener un estatus privilegiado. Por eso, Moriarty y sus hermanos harán todo lo posible para cambiar el país.

## Personajes
William James Moriarty
Seiyū: Sōma Saitō
Albert James Moriarty
Seiyū: Takuya Satō
Louis James Moriarty
Seiyū: Chiaki Kobayashi
Sherlock Holmes
Seiyū: Makoto Furukawa
John Watson
Seiyū: Yūki Ono
Fred Porlock
Seiyū: Yūto Uemura
Sebastian Moran
Seiyū: Satoshi Hino
Mycroft Holmes
Seiyū: Hiroki Yasumoto
Irene Adler
Seiyū: Yōko Hikasa
Jack Renfield 
Seiyū: Naoya Uchida
Von Herder
Seiyū: Kohsuke Toriumi
Charles Augustus Milverton
Seiyū: Kenji Nojima

## Media

### Manga
Ryōsuke Takeuchi y Hikaru Miyoshi lanzaron el manga en la edición de septiembre de 2016 de la revista Jump Square de Shūeisha publicada el 4 de agosto de 2016. 10 volúmenes han sido publicados hasta noviembre de 2019.
Norma Editorial ha publicado 13 volúmenes en España hasta 05-2023. En noviembre de 2021 se publica un pack de iniciación que incluye los volúmenes 1 y 2.
| N.º | Título | Fecha de lanzamiento   | ISBN original      | Fecha de lanzamiento en español | ISBN en español    |
| --- | ------ | ---------------------- | ------------------ | ------------------------------- | ------------------ |
| 1   |        | 4 de noviembre de 2016 | ISBN 9784088821092 | 24 de agosto de 2018            | ISBN 9788467961089 |
| 2   |        | 3 de marzo de 2017     | ISBN 9784088810317 | 31 de octubre de 2018           | ISBN 9788467932850 |
| 3   |        | 4 de julio de 2017     | ISBN 9784088811239 | 22 de febrero de 2019           | ISBN 9788467961096 |
| 4   |        | 2 de noviembre de 2017 | ISBN 9784088811666 | 21 de junio de 2019             | ISBN 9788467934700 |
| 5   |        | 2 de marzo de 2018     | ISBN 9784088813653 | 23 de agosto de 2019            | ISBN 9788467937961 |
| 6   |        | 4 de julio de 2018     | ISBN 9784088814247 | 5 de mayo de 2020               | ISBN 9788467937978 |
| 7   |        | 2 de noviembre de 2018 | ISBN 9784088816272 | 9 de septiembre de 2020         | ISBN 9788467937985 |
| 8   |        | 4 de marzo de 2019     | ISBN 9784088817668 | 5 de marzo de 2021              | ISBN 9788467943979 |
| 9   |        | 4 de julio de 2019     | ISBN 9784088818894 | 6 de agosto de 2021             | ISBN 9788467945218 |
| 10  |        | 1 de noviembre de 2019 | ISBN 9784088821092 | 26 de agosto de 2022            | ISBN 9788467948363 |
| 11  |        | x de x de 2021         | ISBN 9784088822334 | 12 de mayo de 2023              | ISBN 9788467949643 |
| 12  |        | x de x de 2021         | ISBN 9784088823607 | 5 de abril de 2024              | ISBN 9788467949650 |
| 13  |        | x de x de 2021         | ISBN 9784088824826 |                                 |                    |
| 14  |        | x de x de 2021         | ISBN 9784088826011 |                                 |                    |
| 15  |        | x de x de 2021         | ISBN 9784088827414 |                                 |                    |
| 16  |        | x de x de 2022         | ISBN 9784088828558 |                                 |                    |
| 17  |        | x de x de 2022         | ISBN 9784088830865 |                                 |                    |
| 18  |        | x de x de 2022         | ISBN 9784088832036 |                                 |                    |
| 19  |        | x de x de 2023         | ISBN 9784088833125 |                                 |                    |

### Anime
Se anunció una adaptación de la serie de televisión de anime en el evento Jump Festa'20 el 22 de diciembre de 2019. La serie fue dirigida por Kazuya Nomura en Production IG, con Tooru Ookubo diseñando los personajes y como director de animación en jefe. Gō Zappa y Taku Kishimoto estuvieron a cargo de los guiones y Asami Tachibana compuso la música.
Si bien el primer episodio se proyectó previamente el 21 de septiembre de 2020, la primera parte de la serie se emitió oficialmente del 11 de octubre al 20 de diciembre de 2020 en Tokyo MX, BS11 y MBS. El primer tema de apertura, "DYING WISH", es interpretado por Tasuku Hatanaka, mientras que el primer tema de cierre, "ALPHA", es interpretado por STEREO DIVE FOUNDATION. La serie duró 24 episodios, y la segunda parte de 13 episodios se emitió del 4 de abril al 27 de junio de 2021. El segundo tema de apertura, "TWISTED HEARTS", es interpretado por Hatanaka, mientras que el segundo tema de cierre, "OMEGA", es realizado por STEREO DIVE FOUNDATION.
Muse Communication obtuvo la licencia del anime en el sudeste asiático y el sur de Asia, que se transmitió en su canal de YouTube Muse Asia. Funimation también adquirió la serie para transmitirla en su sitio web en América del Norte y las islas británicas. El 13 de agosto de 2021, Funimation anunció que la serie recibiría un doblaje en inglés, que se estrenó el 15 de agosto. Tras la adquisición de Crunchyroll por parte de Sony, la serie se trasladó a Crunchyroll obteniendo la licencia de la serie fuera de Asia.
El 1 de diciembre de 2021, Funimation anunció que la serie recibió un doblaje en español latino, que se estrenó el 2 de diciembre (primera parte) y el 8 de diciembre (segunda parte) a través de Crunchyroll.